# Valefar
Na demonologia, Valefar, é o Duque dos infernos. Ele tenta roubar as pessoas e está a cargo de um bom relacionamento entre os ladrões, porém, mais tarde, depois ele traz-los para a forca.
Valefar é considerado um bom familiar para os seus associados "até que sejam apanhados na armadilha."
Ele comanda dez legiões de demônios.

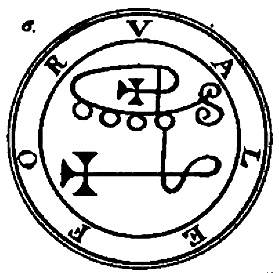
Selo de Valefor

Valefar, é representado como um leão com a cabeça de um homem, ou como um leão com a cabeça de um jumento.
Outras ortografias para Valefar: Malaphar, Malephar, Valafar, Valefor.